# Obwodnica Lubartowa
Obwodnica Lubartowa – droga przebiegająca na zachód od Lubartowa, w województwie lubelskim, w Polsce. Jej budowa została zakończona w 2002 roku. Odcinek jest częścią drogi krajowej nr 19. 

## Infrastruktura
Droga składa się z dwóch jezdni – po jednym pasie ruchu w obu kierunkach (na niektórych odcinkach oddzielonych pasem zieleni).

## Rozbudowa drogi
Obwodnica Lubartowa i droga krajowa nr 19 na trasie Lubartów–Lublin przebudowana jest jako część trasy Via Carpathia. Powstaje dwujezdniowa droga ekspresowa, z dwoma pasami w obu kierunkach i rezerwą pod trzeci pas. Skrzyżowania mają stać się węzłami bezkolizyjnymi. Mają powstać dwa węzły bezkolizyjne: Lubartów Północ i Lubartów Zachód. Zakończenie prac jest planowane na 2027 rok. Budowa rozpoczęła się w 2024 roku.